# 游擊隊足球俱樂部
游擊隊足球俱樂部（直译：「游击队足球俱乐部」）是塞爾維亞貝爾格萊德的足球俱樂部，因此慣稱貝爾格萊德游擊隊，而港澳地區則把球會名稱音譯作柏迪遜。游擊隊足球俱樂部是貝爾格萊德游擊隊體育協會的主要組成部分，塞爾維亞足球甲級聯賽也是由游擊隊所擁有的。根據歐洲足聯的統計，游擊隊有著僅次於荷蘭阿賈克斯足球俱樂部的青訓學校。 在近期的投票調查中，游擊隊是塞爾維亞第二受歡迎的足球俱樂部，有著32.2%的支持度。游擊隊曾在1965-66賽季的歐冠中擊敗曼聯挺進決賽，最終敗給了皇家馬德里。

## 隊史
貝爾格萊德游擊隊創建於1945年10月4日，是南斯拉夫體育協會的一部分，俱樂部現任依然是更名後的塞爾維亞體育協會成員。游擊隊包括了25個不同運動的俱樂部，但是都有著各自獨立的組織，管理，財政和運動設施。 
俱樂部最初是在南斯拉夫人民軍隊中創建的，體育場很長一段時間稱作南斯拉夫人民軍隊體育場。在1950年代早期從軍隊中獨立出來，1945年11月6日和莫斯科中央陸軍進行了球隊歷史上第一場的國家比賽。
游擊隊的商業系統中存在著許多企業，他們和俱樂部一同運營。他們也擁有一些大眾設施，比如MIP (音樂和游擊隊)廣播電視台和Samo Partizan (只有游擊隊)雜誌。
游擊隊現在的球衣色為黑色和白色，在俱樂部的最初13年中球隊的隊衣色為紅色和藍色。

## 球隊榮譽
貝爾格萊德游擊隊有著 27 個聯賽冠軍頭銜:
- 8 次在塞爾維亞時期:

2007–08, 2008–09, 2009–10, 2010–11, 2011–12, 2012–13, 2014–15, 2016–17
- 8 次在塞爾維亞和黑山 / 南斯拉夫聯盟共和國時期:

1992–93, 1993–94, 1995–96, 1996–97, 1998–99, 2001–02, 2002–03, 2004–05
- 11 次在南斯拉夫社會主義聯邦共和國時期:

1946–47, 1948–49, 1960–61, 1961–62, 1962–63, 1964–65, 1975–76, 1977–78, 1982–83, 1985–86, 1986–87
貝爾格萊德游擊隊贏得過12座全國杯賽冠軍頭銜:
- 3 次在塞爾維亞時期:

2008, 2009, 2011
- 4 次在南斯拉夫社會主義聯邦共和國:

1992, 1994, 1998, 2001
- 5 次在南斯拉夫社會主義聯邦共和國:

1947, 1952, 1954, 1957, 1989
在國際賽場上，游擊隊取得過1965–66賽季歐冠聯賽的亞軍，1978年中歐盃（Mitropa Cup）冠軍，1989–90賽季歐洲盃賽冠軍盃八強以及四次歐洲足協盃的 16 強。

## 現役球員
最後更新：21 July 2017
註釋：國旗表示球員在國際足聯資格規則定義的國家隊。球員可能擁有一個以上非國際足聯國籍。
| 號碼 |            | 位置 | 球員                              |
| ---- | ---------- | ---- | --------------------------------- |
| 3    | 喀麦隆     | 前锋 | Léandre Tawamba                   |
| 4    | 塞尔维亚   | 后卫 | Miroslav Vulićević (vice-captain) |
| 5    | 塞尔维亚   | 后卫 | Strahinja Bošnjak                 |
| 6    | 塞尔维亚   | 后卫 | Lazar Ćirković                    |
| 7    | 塞尔维亚   | 中场 | Nemanja Mihajlović                |
| 8    | 塞尔维亚   | 前锋 | Vladimir Đilas                    |
| 9    | 塞尔维亚   | 前锋 | Dušan Vlahović                    |
| 10   | 蒙特內哥羅 | 中场 | Marko Janković                    |
| 11   | 塞尔维亚   | 中场 | Petar Đuričković                  |
| 12   | 塞尔维亚   | 门将 | Filip Kljajić                     |
| 13   | 利比亚     | 后卫 | Mohamed El Monir                  |
| 15   | 塞尔维亚   | 后卫 | Svetozar Marković                 |
| 17   | 塞尔维亚   | 中场 | Saša Marjanović                   |
| 20   | 几内亚     | 中场 | Seydouba Soumah                   |
| 21   | 塞尔维亚   | 中场 | Marko Jevtović                    |

| 號碼 |            | 位置 | 球員                                  |
| ---- | ---------- | ---- | ------------------------------------- |
| 22   | 塞尔维亚   | 中场 | 萨沙·伊利奇 (captain)                 |
| 23   | 塞尔维亚   | 后卫 | Bojan Ostojić                         |
| 25   | 巴西       | 中场 | Everton Luiz                          |
| 26   | 塞尔维亚   | 后卫 | Nemanja G. Miletić                    |
| 27   | 蒙特內哥羅 | 中场 | Nebojša Kosović                       |
| 29   | 塞尔维亚   | 中场 | Milan Radin                           |
| 32   | 塞尔维亚   | 前锋 | Uroš Đurđević                         |
| 42   | 巴西       | 中场 | Leonardo                              |
| 55   | 塞尔维亚   | 中场 | Danilo Pantić（on loan from Chelsea） |
| 61   | 塞尔维亚   | 门将 | Marko Jovičić                         |
| 73   | 塞尔维亚   | 后卫 | Nemanja R. Miletić                    |
| 85   | 塞尔维亚   | 门将 | Nemanja Stevanović                    |
| 91   | 塞尔维亚   | 中场 | Alen Stevanović                       |
| 99   | 塞尔维亚   | 前锋 | Đorđe Jovanović                       |

## 同城死敵貝爾格萊德紅星
游擊隊的同城死敵堪稱貝爾格萊德紅星，這兩個俱樂部之間的比賽被稱之為「永恆的打比」 (塞爾維亞拉丁字母: večiti derbi, 塞爾維亞西裡爾字母: вечити дерби)。兩隊之間德比大戰觀看人數最多的比賽觀眾高達108,000人。尽管在第一次德比中紅星隊取得了勝利，但是游擊隊使用保持著7-1的兩隊交戰球差紀錄。

## 外部連結

### 官方網站
- FK Partizan （页面存档备份，存于）
- UEFA Profile （页面存档备份，存于）

### 非官方網站
- Unofficial club site （页面存档备份，存于）
- Grobari1970 fans site
- Juzni front fans site （页面存档备份，存于）